# 퇴디
퇴디(Tödi)는 해발 3,613m의 산악 대산괴로, 산봉우리 피츠 루사인이 글라루스 알프스에서 가장 높고, 스위스 글라루스주에서도 가장 높은 봉우리이다. 남쪽의 그라우뷘덴주와 북쪽의 글라루스주 사이의 경계에 위치하며, 서쪽의 우리주와 두 주가 만나는 지점에 가깝다. 그라우뷘덴의 정점은 아니지만, 베르니나산맥 밖의 가장 높은 봉우리이다.

## 지리
퇴디는 북쪽의 린탈과 남쪽의 디젠티스 사이, 글라루스 알프스의 서쪽 부분에 있다. 퇴디는 라인강 유역에서 린트 계곡 유역을 나누는 범위에서 북쪽으로 곶으로 돌출된 광대한 산악 대산괴이다.
세 가지 주요 봉우리가 있다. 오버 잔트 알프에서 보이는 가장 낮고 북쪽에 있는 잔트집펠 (Sandgipfel)은 3,398m이다. 글라르너 퇴디(3,571m)는 오랫동안 슈타헬베르크와 북쪽의 다른 관점에서 가장 높고 가장 눈에 띄는 것으로 간주되어 실제로 높이가 두 번째이다. 가장 높은 정상(3,613m)은 글라르너 퇴디의 서쪽에 있으며, 그리종의 이름 피츠 루사인으로 구별된다. 정치적으로, 퇴디는 디젠티스와 줌피트크(그라우뷘덴)의 지자체와 글라루스 쥐트(글라루스)로 나뉜다.
산의 중앙 덩어리는 두 개의 빙하로 둘러싸여 있으며, 그중 가장 중요한 것은 비페르텐 빙하이다. 이것은 퇴디의 남동쪽 광대한 눈 분지에서 시작되며, 남쪽은 슈톡 그론트, 피츠 우를라운 및 비퍼텐슈토크 봉우리로 경계를 이루며 두 주의 경계를 형성한다. 마지막 이름의 봉우리는 젤잔프트와 연결되어 있다. 동쪽의 빙하를 둘러싸고 있는 거대한 암석 벽에 의해 빙하가 처음에는 거의 정동으로 내려갔다가 처음에는 북동쪽으로, 그 다음에는 정북으로 구부러지게 했다. 반대편에는 퇴디에서 북동쪽으로 내려가는 비페르텐그레틀리라고 불리는 바위 능선이 비페르텐 빙하의 경계를 형성한다. 가장 가까운 퇴디의 끝은 그륀호른이며, 그곳에 스위스 알파인 클럽의 첫 번째 산장이 있다. 비페르텐 빙하는 가파르기 때문에 접근이 어렵다. 그것은 중간 급경사를 가진 약간의 얼음 폭포를 포함하고 많이 갈라져 있다. 퇴디의 서쪽에는 잔트 빙하 또는 잔트피른이 있다. 남쪽으로 패스를 형성하는 분할 능선에서 잔트 알프를 향해 내려간다. 이것은 비페르텐 빙하의 머리만큼 남쪽으로 확장되지 않는다. 슈톡 그론트에서 퇴디 정상까지 정북으로 이어지는 능선은 사슬의 그라우뷘덴 쪽에 있는 루사인 계곡의 머리를 내려다보고 있지만, 퇴디의 주요 덩어리는 유역의 북쪽에 있는 것으로 보이다.
1,570m 높이의 돌출부는 정상과 린트 계곡 사이의 고도차가 거의 3km인 글라루스 쪽에서 특히 볼 수 있다. 라인 계곡이 1,000m 이상이므로 남쪽에서는 차이가 더 작다.

## 지질
남쪽에서 퇴디의 대산괴는 주로 편마암으로 구성되어 있으며, 에셔 폰 더 린트에 따르면 이 편마암은 큰 지옥석 결정이 있는 피오라이트 화강암 위에 놓여 있다. 정상과 북측면은 주로 변성암으로 구성되어 있는데 활석이 우세하나 때로는 장석으로 대체되어 암석이 편마암, 때로는 운모암에 접근하기도 한다. 특히 비페르텐그레틀리에서 무연탄의 흔적이 뚜렷하다. 일부 지역의 암석은 규암의 모양을 가정한다. 이 지역의 다른 곳에서는 페루카노라고 불리는 활석 조각과 혼합되었다. 이 지층에 백운석과 쥐라기 석회암이 이어지며, 글라루스주에서 대규모로 개발된 것과 특성이 비슷하다.

## 등반과 스키
정상에 오르려는 최초의 시도는 등산의 창시자 중 한 명인 플라시두스 슈페샤(Placidus a Spescha)에 의해 이루어졌다. 그는 1752년에 태어나 디젠티스 수도원에 들어갔다. 1824년이 되어서야 비로소 플라시두스 슈페샤가 하인과 두 명의 샤무아 사냥꾼과 함께 남쪽에서 여섯 번째이자 마지막 공격을 감행했다. 올라가는 길에 그들은 루자인 산장에서 하룻밤을 보냈고, 다음 날인 9월 1일에 포르타 다 슈페샤(Porta da Spescha)라고 불리는 틈으로 올라갔다. 그곳에서 플라시두스와 하인은 두 사냥꾼이 정상까지 오르는 것을 지켜보았다. 그들은 아우구스틴 비스부올름(Augustin Bisquolm)과 필라시 쿠어쉘라스(Placi Curschellas)였다.
1863년 4월 19일, 스위스 알파인 클럽이 창단되었다. 루돌프 테오도르 심러(Rudolf Theodor Simler)가 중앙 사장이 되었고, 첫 번째 탐사 지역으로 퇴디와 클라리덴 지역을 지정했다. 스위스 알파인 클럽의 첫 번째 산장인 그륀호른 산장(비페르텐 빙하) 근처 산기슭에 간단한 쉼터를 만들었다.
유럽에는 히말라야 루트의 규모를 초과하는 선을 포함하여 산악인이 이용할 수 있는 세계 최대의 수직 기복이 있다. 《젤키르크 마운틴 익스피어리언스》(Selkirk Mountain Experience)의 설립자이자 산악 가이드인 로이디 베글링거에 따르면 퇴디의 스키 등반 옵션에는 “일반적으로 알프스에서 가장 기술적으로 어려운 라인 중 하나로 간주되는 거의 10,000피트 하강”이 포함된다.
|  |  |  |